# پیاده‌روی اربعین
پیاده‌روی اربعین آیین و گردهمایی دینی است که از سوی مسلمانان شیعه و به‌صورت پیاده‌روی از مسیرهای منتهی به کربلا برای زیارت و جمع شدن همه آنها در چهلمین روز شهادت  حسین بن علی سومین امام شیعیان در نبرد کربلا انجام می‌شود. این مراسم یکی از بزرگ‌ترین اجتماعات مسالمت‌آمیز جهان خوانده شده و از سال ۲۰۱۴ به بزرگ‌ترین پیاده‌روی (پیمایش) مذهبی و گردهمایی عمومی سالانه مذهبی در جهان تبدیل شده است.
به‌گفته معصومه ناصری در سایت بی‌بی‌سی، پیاده‌روی اربعین سابقهٔ تاریخی ندارد و اندکی پس از اعلام باراک اوباما، رئیس‌جمهور آمریکا، در پاییز ۲۰۱۱ مبنی بر خروج نیروهای آمریکایی از عراق تا پایان سال میلادی، جمهوری اسلامی ایران در اربعین همان سال با بهره‌گیری از دلبستگی مذهبی مشترک گروهی از مردم ایران و شیعیان جنوب عراق، مناسکی فردی را به آیینی بزرگ و جمعی تبدیل کرد. به‌گفته رادیو فردا، حکومت جمهوری اسلامی ایران در سال‌های پس از سقوط حکومت صدام حسین و به‌ویژه پس از ظهور داعش که به مداخلهٔ ایران در عراق انجامید، برنامه‌ریزی عظیمی برای حضور هرچه بیشتر جمعیت در این مراسم انجام داده است. حکومت ایران، چنان‌که رادیو فردا گفته، از این سیاست به‌منزله تلاشی برای نمایش نفوذ حکومت شیعی جمهوری اسلامی ایران در کشور عراق با مقاصد سیاسی بهره می‌برد که انتقادات جریانات سیاسی را در عراق و ایران برانگیخته است.
علاوه بر این، گفته شده که پیاده‌روی اربعین به یکی از قدرتمندترین نمادهای همبستگی میان شیعیان تبدیل شده است. این سفر با پیاده‌روی‌های طولانی از نجف یا بصره تا کربلا شاخص می‌شود. افرادی از قشرها، قومیت‌ها و فرقه‌های مختلف در این راهپیمایی شرکت می‌کنند. از جمله کودکان نوپا در کالسکه و افراد مسن که با صندلی‌های چرخ‌دار مسیر را طی می‌کنند.
پیاده‌روی اربعین به جز عراق در چندین کشور از جمله ایران و پاکستان برگزار می‌شود.

## تاریخچه

### حکومت صدام حسین و ممنوعیت راهپیمایی
حزب بعث که این راهپیمایی را نمادی از قدرت سیاسی شیعیان می‌دانست، ابتدا کوشید با کمک تبلیغات گسترده از آن بهره‌برداری سیاسی کند؛ اما با ناکامی مواجه شد و در پی مقابله با این آیین برآمد. به گفتهٔ مظاهری گزارش‌هایی از تیراندازی زمینی و هوایی نیروهای نظامی به سوی زائران در سال‌های در سال‌های ۱۹۷۰ م، ۱۹۷۵ م و ۱۹۷۶ م (۱۳۵۳، ۱۳۵۸ و ۱۳۵۹) در دست است. این حملات در سال ۱۳۶۰ به اوج خود رسید. پس از آن برای مدتی پیاده‌روی اربعین ممنوع اعلام شد. در همان مقطع، سید محمد صادق صدر با صدور فتوایی پیاده‌روی به کربلا را واجب اعلام کرد. با سقوط حزب بعث و از سال ۱۳۸۱ پیاده‌روی احیا شده و در ابعادی وسیع تر از گذشته ادامه یافت.

### احیای گسترده مراسم اربعین
حزب بعث عراق در سال ۲۰۰۳ میلادی سقوط کرد. با سقوط حزب بعث، مراسم راهپیمایی اربعین بار دیگر در عراق احیا شد. از آن سال به بعد هر ساله جمعیت بیشتری نسبت به سال قبل در آن شرکت می‌کند. در آغاز این حرکت دو تا سه میلیون نفر در آن حضور داشتند؛ ولی در سال‌های بعد تعداد زائران شرکت‌کننده در این راهپیمایی به بیش از ده میلیون نفر رسید. به گفتهٔ مظاهری در سال‌های اخیر، تحولات سیاسی در عراق، آزادی مذهبی شیعیان، رفع محدودیت برای حضور شیعیان دیگر کشورها، افزایش امکانات از جمله بهبود سیستم‌های حمل و نقل و پویش‌های مردمی با استفاده از رسانه‌های جدید، در کنار اقدامات گسترده دولت‌های ایران و عراق درجهت تسهیل سفر زائران، باعث توسعه سریع آن شده است. و در سال‌های ۲۰۱۴ و ۲۰۱۵ تا ۲۲ میلیون نفر زائر جمعیت گزارش شده است. با وجود اینکه مراسم کوم میلا هندوها از نظر جمعیت بزرگتر است، این مراسم هر ۱۲ سال یک بار برگزار می‌شود و بنابراین مراسم اربعین بزرگ‌ترین مراسم برگزارشده سالیانه است. برخی از اهل تسنن، مسیحیان، ایزدی‌ها و افراد سایر ادیان نیز در این مراسم شرکت می‌کنند.

## مسافت پیاده‌روی

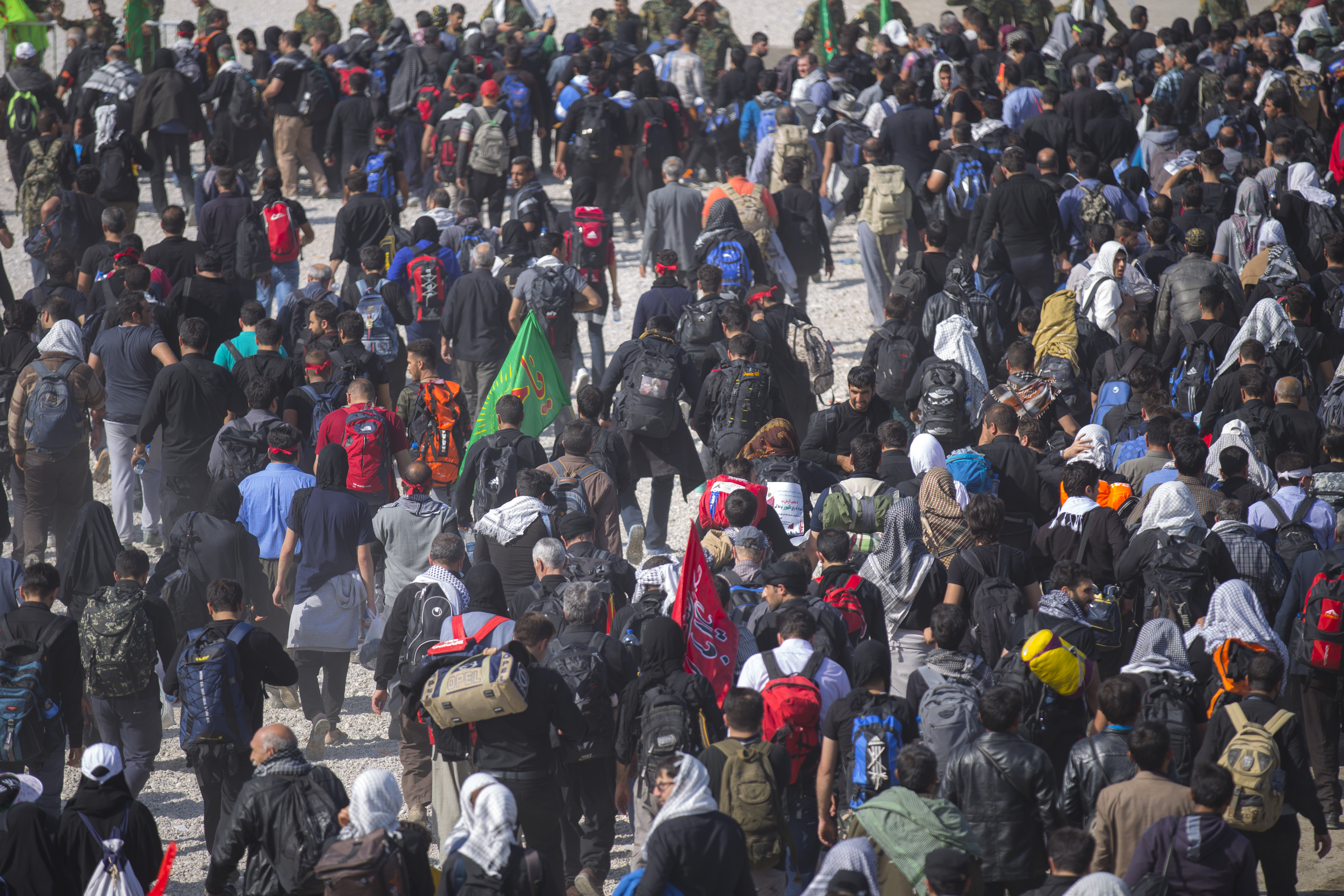
زائرین ایرانی در مرز مهران به سمت عراق

زائران عراقی از شهرهای خود به سمت کربلا حرکت می‌کنند. اما اکثر زائران ایرانی مسیر نجف تا کربلا را برای پیاده‌روی انتخاب می‌کنند. مسافت پیاده‌روی میان دو شهر حدود ۸۰ کیلومتر است. تعداد ۱۴۵۲ ستون در مسیر نجف به کربلا وجود دارد که فاصله بین هر ستون ۵۰ متر است. برای پیاده‌روی کل مسیر زمانی در حدود ۲۵ تا ۳۰ ساعت لازم است. به گفته ایستا بهترین زمان برای شروع سفر ۱۶ صفر است. برخی از زائرین سفر خود را از شهرهایی همچون بصره که در حدود ۵۲۰ کیلومتر (۳۲۰ مایل) با کربلا فاصله دارد، آغاز می‌کنند.

## آداب و رسوم
هوسه‌خوانی از آداب و رسوم عراقی‌ها در مسیر رفتن به کربلا در روز اربعین است؛ هوسه به قصاید ویژه قبایل عربی جنوب عراق گفته می‌شود، این اشعار بیانگر قهرمانی و شجاعت است و برای برانگیختن عزم مردان جهت انجام کارهای سخت و بزرگ استفاده می‌شود. پس از خواندن شاعر حاضران یک بیت از آن را تکرار کرده و حلقه‌وار حرکت می‌نمایند.
آیین عزاداری از پنج روز مانده به اربعین با ورود کاروان شبیه‌خوانی و تعزیه گردانان آغاز می‌شود. پس از آن دسته‌های سینه‌زنی و زنجیرزنی وارد شده و مراسم اصلی در روز اربعین دو ساعت گذشته از ظهر آغاز می‌شود. زائران نزدیک در ورودی حرم امام حسین ایستاده و درحالی که بر سینه‌های خود می‌زنند، مرثیه‌ای را می‌خوانند و تکرار می‌کنند و در پایان سینه‌زنی دست‌ها را به نشانه سلام و تحیت بالا می‌برند.

### برپایی موکب‌ها در مسیر پیاده‌روی
در مسیرهای زیارتی، غذا، اسکان و سایر خدمات به صورت رایگان توسط داوطلبان ارائه می‌شود.همه ساله در مسیر راهپیمایی مکان‌هایی معمولاً به صورت چادرهایی بزرگ با نام موکب یا «مضیف» به صورت مردمی و خودجوش برپا می‌شود. در این موکب‌ها خدمات و امکانات بهداشتی و رفاهی به صورت رایگان به زائران ارائه می‌شود.
اجتماعات مذهبی عراق، موکب‌های بسیاری جهت استراحت زائرین برپا می‌کنند و رایگان به زائران خدمات می‌دهند. مدیریت موکب‌ها به‌شکل مردمی و مستقل از دولت انجام می‌شود. خدمات متفاوتی که در موکب‌ها به زائران ارائه می‌شود از جمله؛ محلی برای اسکان موقت و استراحت، تهیه و توزیع انواع غذا و خوراکی، ارائه خدمات بهداشتی و درمانی و خدمات متفرقه نظیر واکس زدن کفش‌ها، ماساژ بدن و موارد دیگر. به گفته مظاهری اعتقاد به فضیلت بسیار زیارت حسین به خصوص در اربعین و جایگاه زائران آن، سبب شده است که بین صاحبان موکب‌های مختلف و ارائه دهندگان خدمات، بر سر ارائه خدمات بیشتر و بهتر و جلب نظر زائران رقابت درگیرد.
تعداد این موکب‌های در سال ۱۳۹۴ شمسی ۷۰۰۰ عدد اعلام شده است.

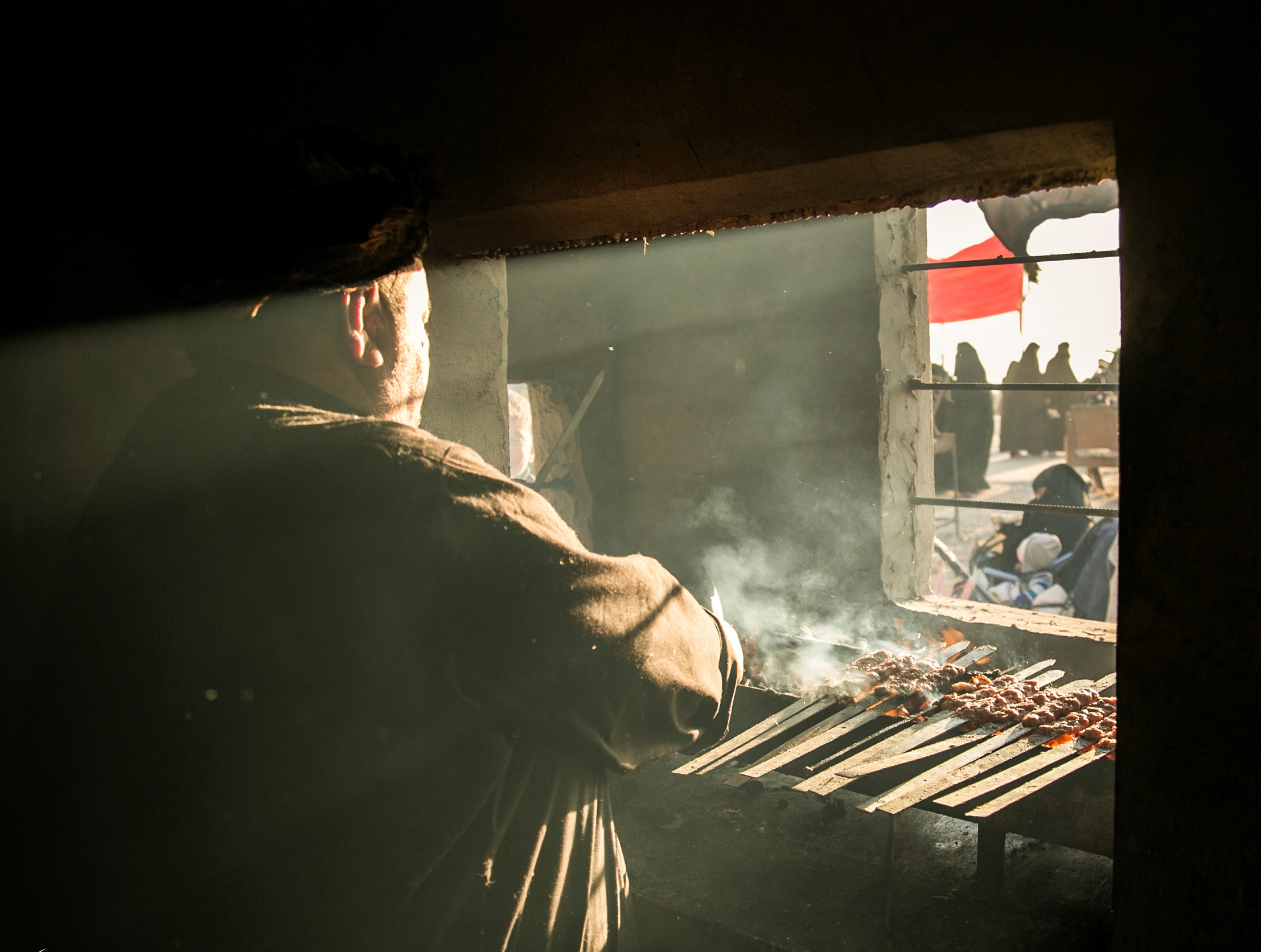
مرد عراقی در حال پختن کباب برای زائران پیاده‌روی اربعین

## آمار شرکت کنندگان در پیاده‌روی اربعین
به گفتهٔ مظاهری در فرهنگ سوگ شیعی از قدیمی‌ترین آمارهای پیاده‌روی اربعین می‌توان به گزارش روزنامه الاخبار (چاپ بغداد) در ۲۳ صفر ۱۳۶۵ ه‍.ق (۲۶ بهمن ۱۳۲۴ ه‍.ش) اشاره کرد که جمعیت شرکت‌کننده در پیاده‌روی آن سال را بالغ بر یک میلیون و ۵۴۶ هزار نفر اعلام کرده است. از جدیدترین آمارها هم می‌توان به گزارش وزیر حمل ونقل عراق اشاره کرد که تعداد زائران در اربعین سال ۱۴۳۷ ق / ۱۳۹۴ را «بیش از ۲۶ میلیون نفر» اعلام کرده است. درهر حال می‌توان گفت تعداد مشارکت‌کنندگان در این آیین سالانه، روندی رو به تصاعد داشته است. شمار شرکت کنندگان ایرانی در گردهمایی اربعین در سال‌های ۸۹ تا ۹۵ از چهل هزار نفر به دو میلیون و دویست هزار نفر رسیده است که نشان دهنده افزایش ۵۵ برابری زائران در مدت ۶ سال است که هر ساله افزایش بیش از ۱۳۰ درصدی یافته است و در سال ۹۶ بیش از ۳ میلیون زائر از ایران در این مراسم شرکت کرده‌اند.
آمار مختلفی از همه شرکت‌کنندگان در گردهمایی اربعین ارائه شده است.
شمار افراد وارد شده به کربلا در سال ۲۰۱۴ نزدیک به ۱۷ میلیون تن گزارش شده است.
به گزارش روزنامهٔ فرانسوی لوموند در سال ۲۰۱۴ بیش از ۱۷ میلیون نفر علی‌رغم تهدید به حمله (به مراسم اربعین) در کربلا گردهم آمدند، بر اساس منابع دیگر شمار راهپیمایان به سمت کربلا ۲۰ میلیون تن در این سال اعلام شده است.
در سال ۱۳۹۴ (۲۰۱۵) وزیر راه عراق اعلام کرد شمار زائران اربعین از مرز ۲۶ میلیون نفر عبور کرده است.
در سال ۱۳۹۷ تا تاریخ ۳ آبان، تعداد ویزای صادر شده برای ایرانیان تعداد ۱ میلیون و ۸۰۰ هزار عدد بوده است. در سال ۱۳۹۸ قرار بر این شد که ویزای عراق و ایران رایگان شود که اول ایران آن را اجرایی کرد و عراق هم چند روز مانده به محرم سال ۱۴۴۱ ه‍.ق روادید کشورش را حذف کرد. از اول محرم تا ۱۰ صفر ۱۳۹۸ فقط از مرز مهران استان ایلام یک میلیون نفر زائر وارد خاک عراق شدند.

## خطرها و مشکلات
از آنجایی که بسیاری افراد این مسیر را از شهرهایی مانند نجف (۸۸ کیلومتر فاصله) یا بصره (۵۲۰ کیلومتر فاصله برابر با دو هفته پیاده‌روی) تا کربلا پیاده می‌پیمایند؛ مشکلات آب و هوایی مانند گرمای شدید در روز و سرمای شدید در شب پیش روی آن‌ها است. همچنین مشکلات امنیتی به دلیل حضور داعش خطرهایی مانند حمله‌های تروریستی را محتمل می‌کند؛ از این رو مراقبت‌های امنیتی ویژه در عراق برقرار می‌شود. در سال ۲۰۱۴ گزارشی از برخوردهای تروریستی در کربلا اعلام نشد اما با حمله به یک مسجد شیعه در شهر عراق ۸ تن کشته شدند.
بعضی از گروه‌های تروریستی اسلامگرا، به ویژه چون داعش، شیعیان را مرتد می‌دانند و هم به شیعیان و هم به مکان‌های مذهبی‌شان حمله می‌کنند. داعش و گروه‌های تروریستی اغلب مراسم اربعین را هدف قرار می‌دهند. در سال ۲۰۱۴ میلادی یک گروه شبه نظامی با حمله انتحاری و موشکی به مراسم اربعین، ده‌ها نفر را کشته‌اند.

### کشته‌شدگان
به گفتهٔ رئیس جمعیت هلال احمر ایران در راه‌پیمایی اربعین سال ۱۴۰۱، تعداد ۹ نفر جان خود را از دست دادند. علاوه بر این در جریان پیاده‌روی اربعین در سال ۱۴۰۱ طی تصادفی در روز ۲۰ شهریور ۱۴۰۱ که به آتش گرفتن یک خودروی سواری در شوملی عراق منجر شد، ۱۱ شهروند ایران کشته و ۳۱ نفر زخمی شدند.

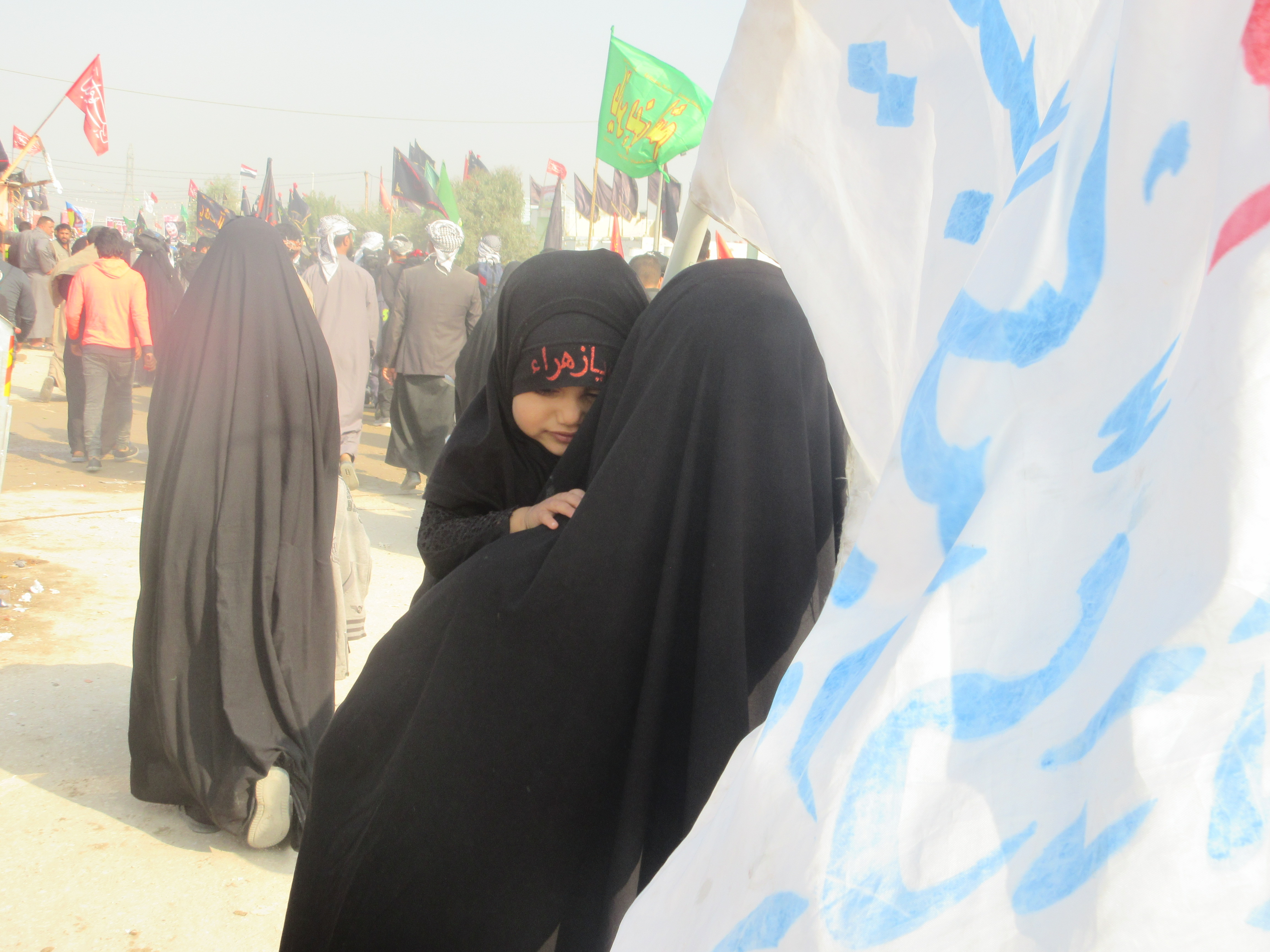
یک دختربچه در راهپیمایی اربعین ۱۳۹۴ همراه با مادرش

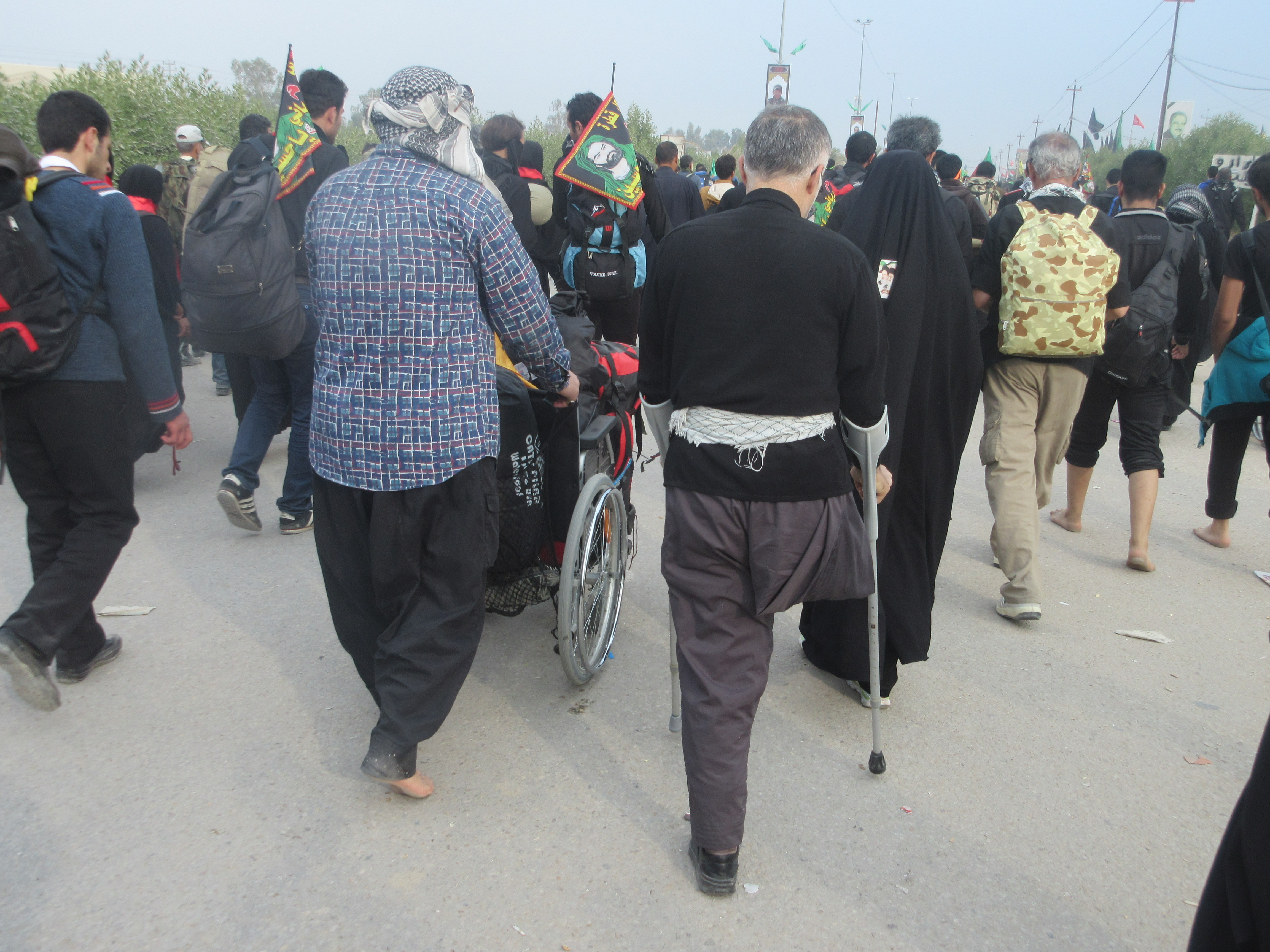
یک مرد معلول در میان زائرین در راهپیمایی اربعین ۱۳۹۴

### خبر ضرب و شتم رانندهٔ اتوبوس
در ۲۸ شهریور ۱۴۰۱ شبکهٔ خبری تحلیلی صنعت حمل و نقل (تین‌نیوز) با انتشار خبری از ضرب و شتم یک رانندهٔ اتوبوس توسط حسن بهرام‌نیا استاندار ایلام و نیز برخورد توهین‌آمیز او با یکی از کارمندان سازمان راهداری و حمل و نقل جاده‌ای که نمایندهٔ ادارهٔ کل راهداری قزوین بوده است در روز ۲۷ شهریور ۱۴۰۱ در مرز مهران و در جریان بازگشت مسافران از پیاده‌روی اربعین خبر داد. به گزارش تین نیوز و به نقل از شاهدان عینی، حسن بهرام‌نیا استاندار ایلام با لگد زیر میز خدمت کارمند سازمان راهداری و حمل و نقل جاده‌ای زده و سپس به سمت یک رانندهٔ اتوبوس حمله کرده و به سینهٔ او مشت زده و دفترچهٔ ثبت ساعت این راننده را نیز مصادر کرده است. این اقدام با موجی از انتقادات از عملکرد حسن بهرام‌نیا همراه بود و رانندگان و فعالان صنفی و کارگری مربوط به بخش خدمات رانندگی اقدام به انتقاد از بهرام‌نیا در شبکه‌های اجتماعی و نیز شکایت از وی کردند. با این وجود روابط عمومی و امور بین‌الملل استانداری ایلام یک روز بعد با انتشار نامه‌ای ضمن اشاره به برخی تنش‌ها در موقعیت مزبور، منکر وقوع این درگیری شد.

## پیاده‌روی اربعین از دیدگاه سیاسی
به گفتهٔ مظاهری حزب بعث که این راهپیمایی را نمادی از قدرت سیاسی شیعیان می‌دانست، ابتدا کوشید با کمک تبلیغات گسترده از آن بهره‌برداری سیاسی کند؛ اما با ناکامی مواجه شد و در پی مقابله با این آیین با ممنوعیت تیراندازی زمینی و هوایی برآمد. در همان مقطع، سید محمد صادق صدر با صدور فتوایی پیاده‌روی به کربلا را واجب اعلام کرد. در سال‌های پس از سقوط حکومت صدام حسین و به‌ویژه پس از اعلام موجودیت دولت اسلامی عراق و شام (داعش) در سال ۲۰۱۴ که به مداخلهٔ ایران در عراق انجامید، حکومت جمهوری اسلامی ایران اقدام به برنامه‌ریزی گسترده‌ای با هدف هرچه برجسته‌تر کردن پیاده‌روی اربعین و تبدیل آن به مراسمی میلیونی کرده که منتقدان حکومت ایران از آن به عنوان نمایشی از نفوذ سیاسی جمهوری اسلامی ایران در عراق یاد کرده‌اند. بر این اساس جمهوری اسلامی مردم ایران و شیعیان دیگر کشورها را برای سفر به عراق در روز اربعین و مشارکت در پیاده‌روی اربعین تشویق و حمایت می‌کند و از بودجه و امکانات دولتی برای تأمین این مراسم استفاده می‌کند. این سیاست حکومت ایران مورد انتقاد جریانات سیاسی مختلفی در عراق و ایران قرار گرفته است. در سال ۲۰۲۲ مقتدی صدر از رهبران شیعهٔ منتقد حکومت ایران ضمن انتقاد از سپرده شدن امنیت مراسم پیاده‌روی اربعین و شهرهای کربلا و نجف به گروه نظامی و شیعی حشدالشعبی که با مواضع نزدیک به ایرانِ خود شناخته می‌شود، از زائران ایرانی خواست تا در هنگام حضور در عراق به نظم، قواعد عمومی و قوانین این کشور احترام بگذارند.
به گفته علی مأموری در المانیتور، این آیین دیگر صرفاً یک اتفاق فرهنگی تلقی نمی‌شود. این زیارت "نمایشی از نیرو در برابر دشمنان حضور شیعیان در منطقه" بود. پس از سقوط موصل به دست داعش "و به دنبال آن کشتار سربازان و غیرنظامیان شیعه"، این تجمع برای اولین بار شکل سیاسی برای شیعیان پیدا کرد، که از مراسم عزاداری به عنوان راهی برای محکوم کردن بی عدالتی و ابراز قدرت اجتماعی خود استفاده می‌کردند. مأموری افزود: "دومین نشانهٔ سیاسی اربعین پیام منطقه‌ای بود که شیعه به مخالفان خود رساند: هلال شیعه." وی به عنوان نشانهٔ سوم به "پیام رد و بدل شده بین نیروهای منطقه‌ای" و "حضور بی سابقه ایرانیان" اشاره کرد که منجر به "احساس همبستگی بین شیعیان عرب و غیر عرب" شده است.
نمونهٔ دیگر زائرانی در غرب آفریقا که به دلیل مسافت طی شده قادر به رفتن به کربلا نیستند، در عوض به سمت زاریا در کادونا نیجریه حرکت می‌کنند تا ابراهیم زکزاکی، روحانی شیعه، آن‌ها را مورد خطاب قرار دهد. این‌ها شامل زائرانی از نیجریه و غنا، چاد، کامرون، بنین و توگو است. در ۵ اکتبر ۲۰۱۷، این پیاده‌روی سالانه اربعین توسط پلیس کانو مورد حمله قرار گرفت و منجر به مرگ یک رهبر مذهبی و زخمی شدن ده‌ها شرکت کننده شد. این حرکت توسط جنبش اسلامی نیجریه که قبلاً هدف کشتار زاریا در سال ۲۰۱۵ بود، سازماندهی شد.
در طول مسیرهای راهپیمایی، تعداد بی شماری از نمادها و تبلیغات گروه‌های مختلف شیعی به چشم می‌خورد از جمله پرشمارترین این نمادها می‌توان بیرق‌ها و پرچم‌های گوناگون، شمایل و تصاویر منسوب به امامان شیعه و دیگر شخصیت‌های دینی (بیش از همه شمایل حسین بن علی و ابالفضل) و تصاویر مراجع و رهبران سیاسی ـ مذهبی شیعه (به ویژه سید محمد صدر، مقتدی صدر، سید علی سیستانی، سید علی خامنه‌ای، سید محمدحسین حکیم و سید صادق شیرازی) را نام برد.

## پیاده‌روی اربعین از دیدگاه اقتصادی

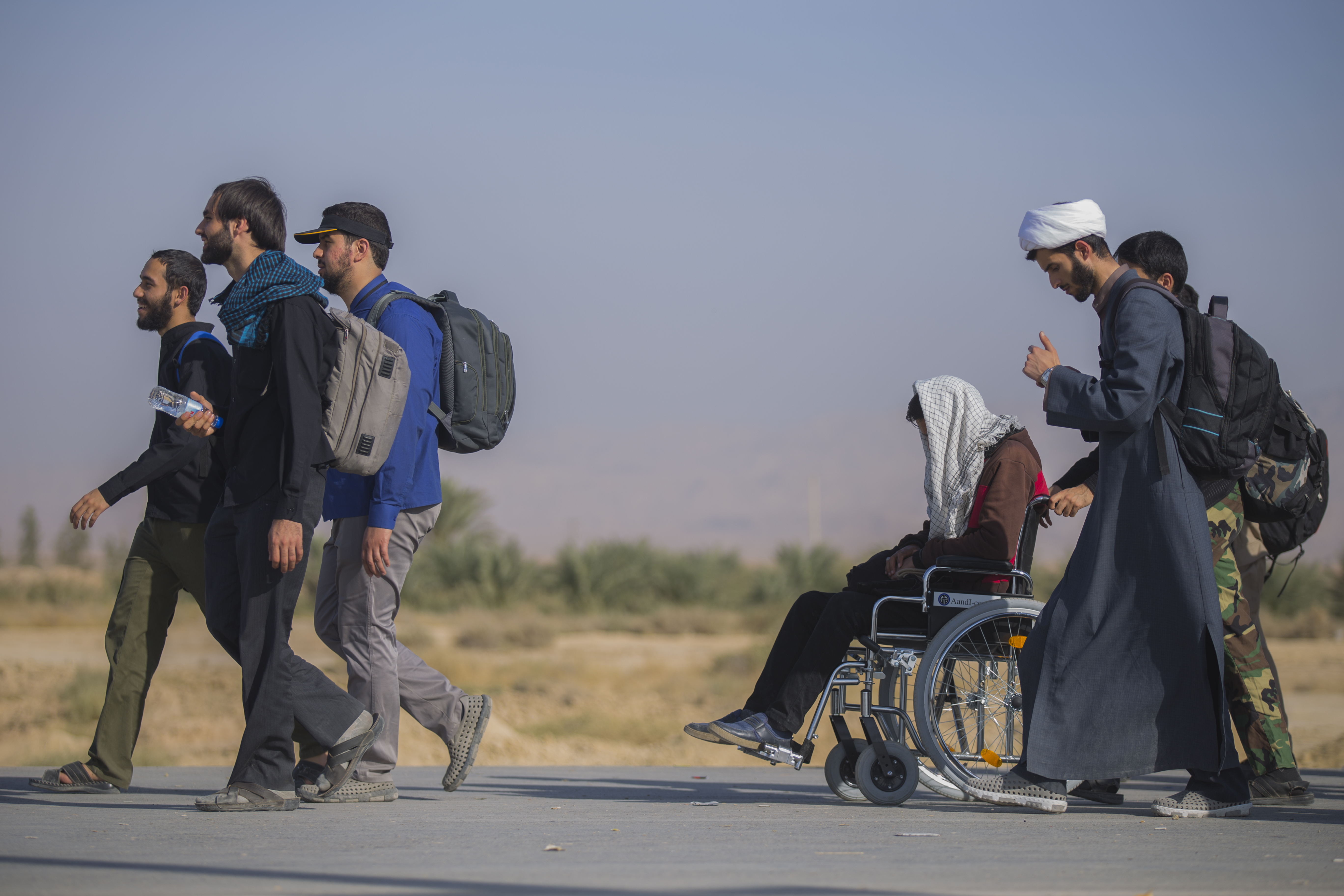
مسیرهای پیاده‌روی اربعین

از آنجا که زیرساخت‌های کشور عراق برای برای تأمین نیازهای زائران به خصوص تأمین کالاهای اساسی فراهم نیست، هر ساله بخشی از این نیازها از سوی ایران و دیگر کشورها تأمین می‌شود. کالاهای مورد نیاز زائران اربعین بیشتر از سه مرز سومار، خسروی و مرز دریایی خرمشهر به عراق صادر می‌شود؛ البته در ایام محرم امکان تردد کامیون‌هایِ حمل بار در مرزهای چذابه و شلمچه در خوزستان، مهران در استان ایلام و مرز خسروی در استان کرمانشاه محدود می‌شود؛ و البته همچنین مرز مهران، که مرز مهمی برای صادرات کالای غیرنفتی ایران به عراق است، به گفتهٔ رئیس اتاق بازرگانی ایلام در این ایام به دلیل تردد به عتبات عالیات تعطیل می‌شود. در ایام محرم مرزهای چذابه و شلمچه در خوزستان، مهران در استان ایلام و مرز خسروی در استان کرمانشاه برای تردد زائران گشوده می‌شود اما به روی کامیون‌های حمل بار بسته خواهد بود. اتاق مشترک بازرگانی پیشنهاد کرده است که در ایام اربعین مرز سومار، چیلات، راه دریایی بندر امام به خرمشهر و بازارچه‌های کرمانشاه در نزدیکی مرزهای خسروی و پرویزخان فعال باشند.
به گفتهٔ خبر آنلاین در سال ۱۴۰۱ خدمات رسانی، بسترسازی و تأمین امکانات، پیش‌بینی و برنامه‌ریزی با وجود تشکیل بودن ستاد اربعین که چند سالی می‌شود که دایر است و مشغول فعالیت اما برآورد درستی از خروجی دعوت‌های صورت گرفته نداشته‌اند و عراق اعلام کرد که امکانات لازم برای خدمت‌رسانی ندارد.

### پرچم
ساخت پرچم‌های بسیار طولانی از جمله کارهایی است که در مراسم پیاده‌روی اربعین صورت می‌پذیرد. در مورد پرچم علاوه بر ابعاد و جنس پرچم، از مهم‌ترین دغدغه‌ها دسته پرچم و نحوه حمل آن است، امکانی که می‌تواند نگرانی زائر را برای حمل آسان پرچم حل کند. گاهی از متعلقات پرچم مانند دستهٔ پرچم به عنوان جایگزین مونوپاد یا پایه دوربین و گوشی همراه برای گرفتن عکس سلفی در پیاده‌روی اربعین، و همچنین به‌عنوان قابلیتی برای استفاده به عنوان تابلوی کاروان پیاده‌روی اربعین استفاده می‌شود.

## رویدادهای مشابه
علاوه بر عراق، راهپیمایی اربعین سالانه در کشورهای دیگری مانند آمریکا، انگلیس، پاکستان و نیجریه برگزار می‌شود.
پیاده‌روی اربعین با مراسم حج مسلمان مقایسه می‌شود اما آن رویداد (حج) سالانه حدود دو میلیون تن را کنار هم جمع می‌کند که خیلی کمتر از پیاده‌روی اربعین است. همچنین کومبه میلا رویداد دیگر قابل مقایسه با اربعین است که با آنکه احتمالاً جمعیت بیشتری در آن حضور می‌یابند اما هر ۳ سال یک بار برگزار می‌گردد.

## پیاده‌روی جاماندگان اربعین
پیاده‌روی جاماندگان اربعین یک مراسم آیینی ابداع‌شده توسط جمهوری اسلامی ایران در روز اربعین است که در شهرهای مختلف ایران برپا می‌شود. در این راهپیمایی، افرادی که نتوانسته‌اند در پیاده‌روی اربعین در کشور عراق شرکت کنند در مسیرهای مشخصی و معمولاً با مقصد قرار دادن یک مکان مذهبی (همچون بقعه یکی از امامزادگان) در شهرهای خود اقدام به پیاده‌روی می‌کنند.
اولین پیاده‌روی جاماندگان اربعین در سال ۹۳ در تهران به مقصد حرم عبدالعظیم، در مشهد به مقصد حرم امام رضا و در شیراز به مقصد شاهچراغ برگزار شد. مسیر اصلی پیاده‌روی جاماندگان اربعین در شهر تهران حدفاصل میدان امام حسین تا حرم عبدالعظیم در شهر ری است. در سال ۱۳۹۵ علاوه بر مسیر فوق، گروه‌های دیگری از راهپیمایان، از دو مبدأ دیگر در خیابان قزوین و میدان جمهوری به سمت شهر ری راهپیمایی کرده‌اند. تعداد راهپیمایان در سال مذکور ۱ میلیون نفر بوده است.

### اقدامات
از جمله اقداماتی که در این مراسم انجام می‌گردد، شامل: برگزاری مراسم عزاداری، مداحی، مهیاسازی فضای مشابه به راهپیمایی اربعین در عراق با نصب ستون‌های مشابه عمودهای مسیر مزبور، خدمت‌رسانی در موکب‌ها عمدتاً توسط مردم و همچنین مساجد و تشکل‌ها؛ برپایی سازه‌ها، پرچم‌ها و فضاآرایی موکب‌ها و انجام دیگر اقدامات مرتبط است.

#### خدمات
توزیع مواد غذایی و پذیرایی، ارائه محصولات و خدمات فرهنگی-هنری، خدمات مذهبی و مشاوره‌ای، برگزاری مراسم آیینی، ارائه خدمات ویژه کودکان و نوجوانان، خدمات درمانی، نظافت مسیرهای راهپیمایی، اکران‌های دینی-فرهنگی، استقرار رادیو اربعین به عنوان یک اثر حجمی-صوتی در کنار نصب تیغه‌های علم کالیگرافی، پردیس‌های فرهنگی، اهتزار پرچم‌های مذهبی-فرهنگی، جلوه هنرهای شهری و غیره از دیگر خدمات‌رسانی‌های ارائه شده در این پیاده‌روی می‌یاشد.

### برگزاری
- در شهر کرمانشاه مسیر میدان آزادی کرمانشاه تا گلزار شهدا را در روز اربعین پیاده‌روی می‌کنند.[۵۵]
- در شهر اردبیل مراسم پیاده‌روی جاماندگان اربعین از از محل امام‌زاده صالح تا امام‌زاده سیدصدرالدین برگزار می‌شود. بر اساس آمار موجود این پیاده‌روی در دیگر شهرهای استان از جمله پارس‌آباد، اصلاندوز، بیله سوار در مسیرهای مشخصی برگزار می‌شود.[۵۶]
- در جزیره کیش مردم در روز اربعین در حد فاصل پردیس بین‌المللی کیش دانشگاه تهران تا مصلی کیش را برای پیاده‌روی جاماندگان اربعین انتخاب کردند.[۵۷]
- در استان خراسان جنوبی، شهر بیرجند مردم در روز اربعین مسیر میدان آزادی تا گلزار شهدای باقریه را پیاده‌روی می‌کنند.
- در استان کرمان، شهر کرمان مسیر دانشگاه آزاد شهر کرمان تا امام‌زاده‌حسین برای پیاده‌روی روز اربعین انتخاب شده است.[۵۸]
- در استان چهارمحال و بختیاری، پیاده‌روی جاماندگان اربعین در روز اربعین در ۵۱ مسیر مختلف در شهرها و روستاهای این استان برگزار می‌شود. ۲۳۰ موکب پذیرایی و فرهنگی نیز فعال هستند.[۵۹]
- در استان زنجان، شهر زنجان مسیر ۹ کیلومتری از کنار سد گاوازنگ به سمت مزار شهدا برای پیاده‌روی اربعین در روز اربعین انتخاب شده است.[۶۰]
- در استان کهگیلویه و بویر احمد، یاسوج پیاده‌رو ی جاماندگان اربعین در سال ۱۴۰۳ از میدان جهاد تا امامزاده قاسم برگزار می‌شود. در دیگر شهرهای استان از جمله لنده، باشت، گچساران، مارگون، شهرستان دنا، پاتاوه مردم پیاده‌روی اربعین را انجام می‌دهند.[۶۱]
- در کاشمر، استان خراسان رضوی مسیر پیاده‌روی از امامزاده سید حمزه شروع و تا امامزاده سید مرتضی ادامه پیدا می‌کند به‌طوری که برخی از رسانه‌های وابسته به جمهوری اسلامی ایران در سال ۱۴۰۳ مدعی همایش ۶۰ هزار نفری شدند.[۶۲][۶۳] این‌درحالی‌ست که جمعیت این شهر در سال ۱۳۹۵ معادل ۱۰۲٬۲۸۲ بوده است.[۶۴]
- این مراسم در شهرهایی چون اصفهان،[۶۵] میناب،[۶۶] اسفراین،[۶۷] کوهدشت[۶۸] و نیشابور[۶۹] نیز برگزار شده است.

## نگارخانه

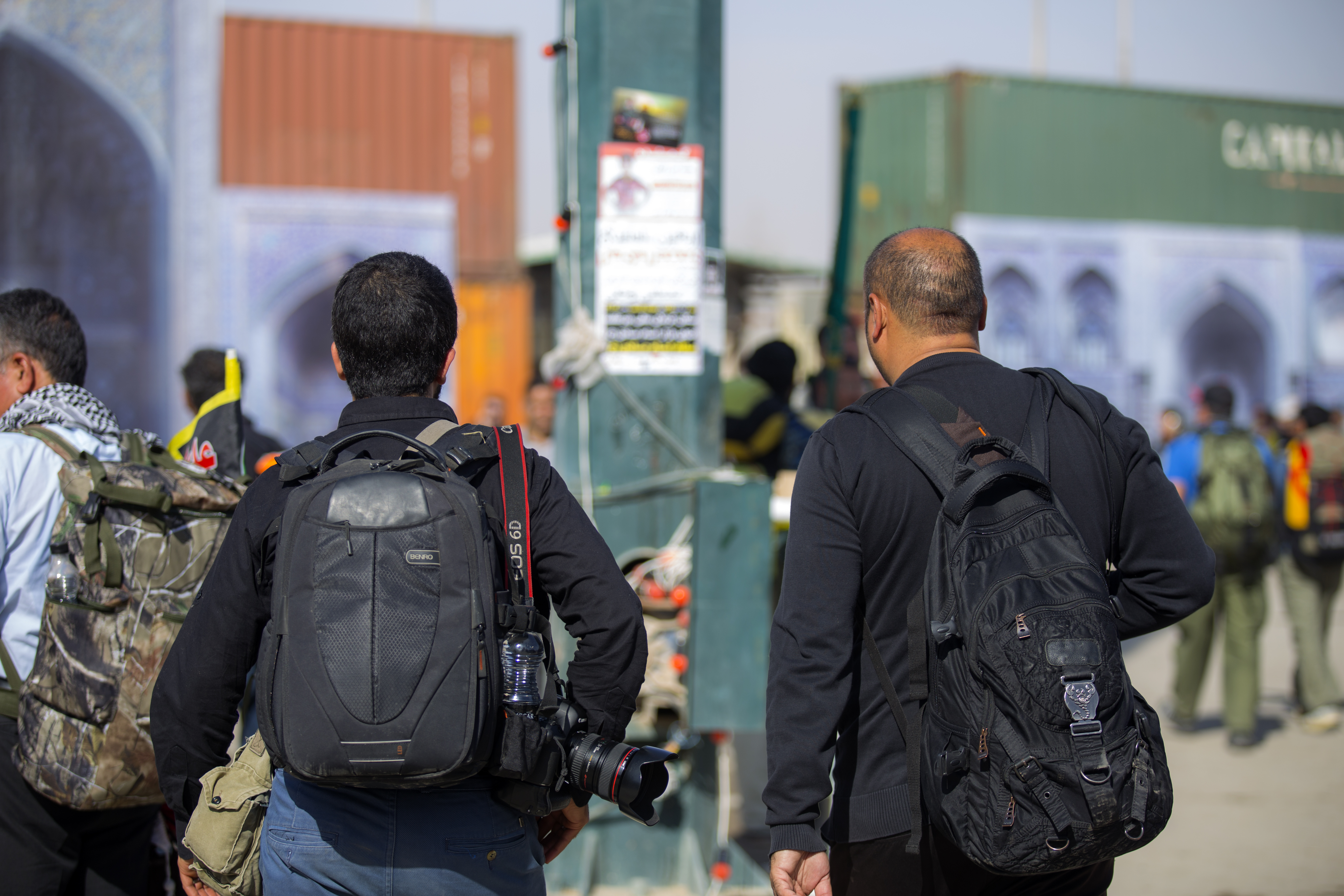
پیاده روی اربعین ۹۵ در پایانه مرزی مهران
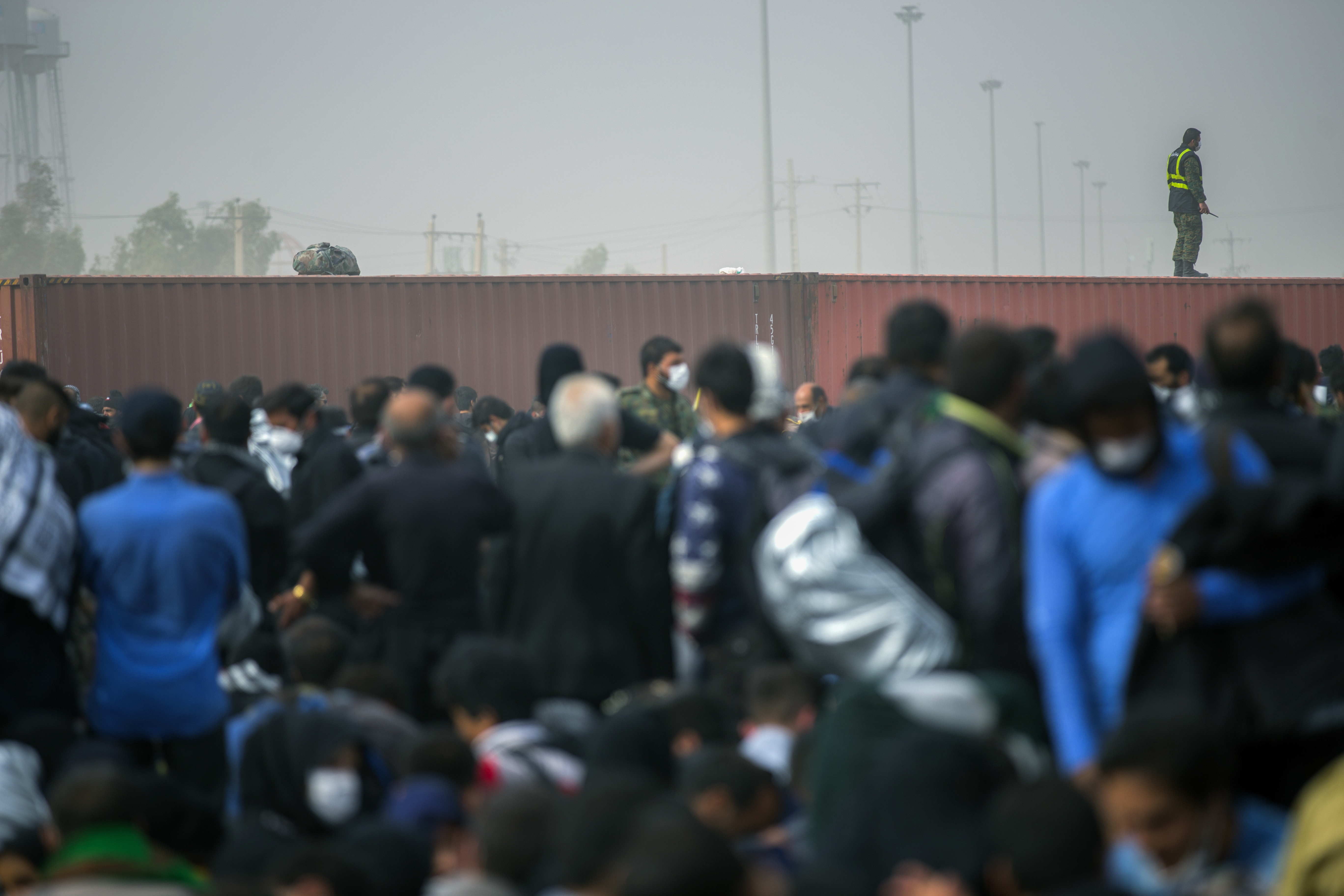
پیاده روی اربعین، پایانه مرزی مهران
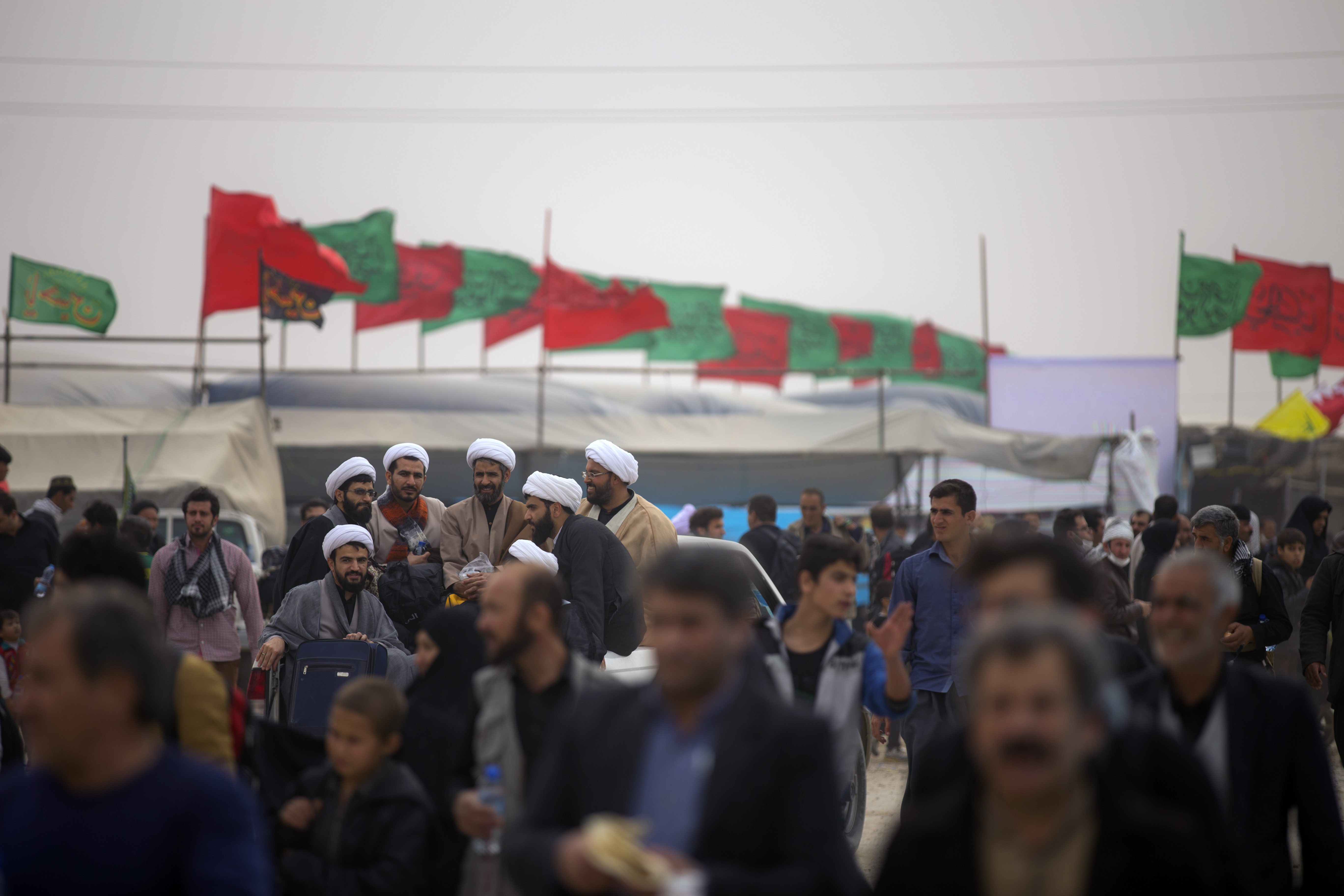
پیاده روی اربعین ۹۵، پایانه مرزی مهران
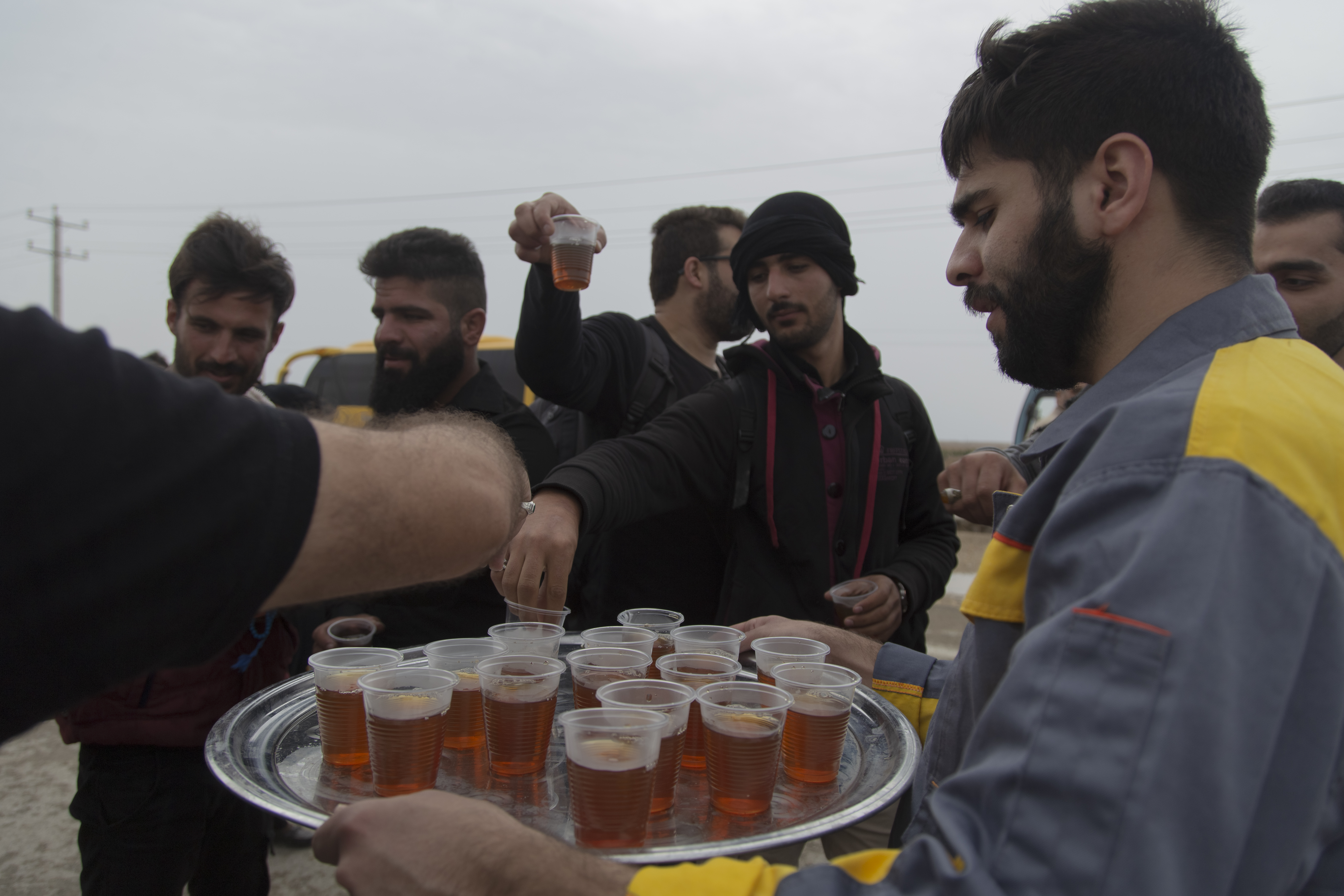
نذری دادن در بین راه به زائرین
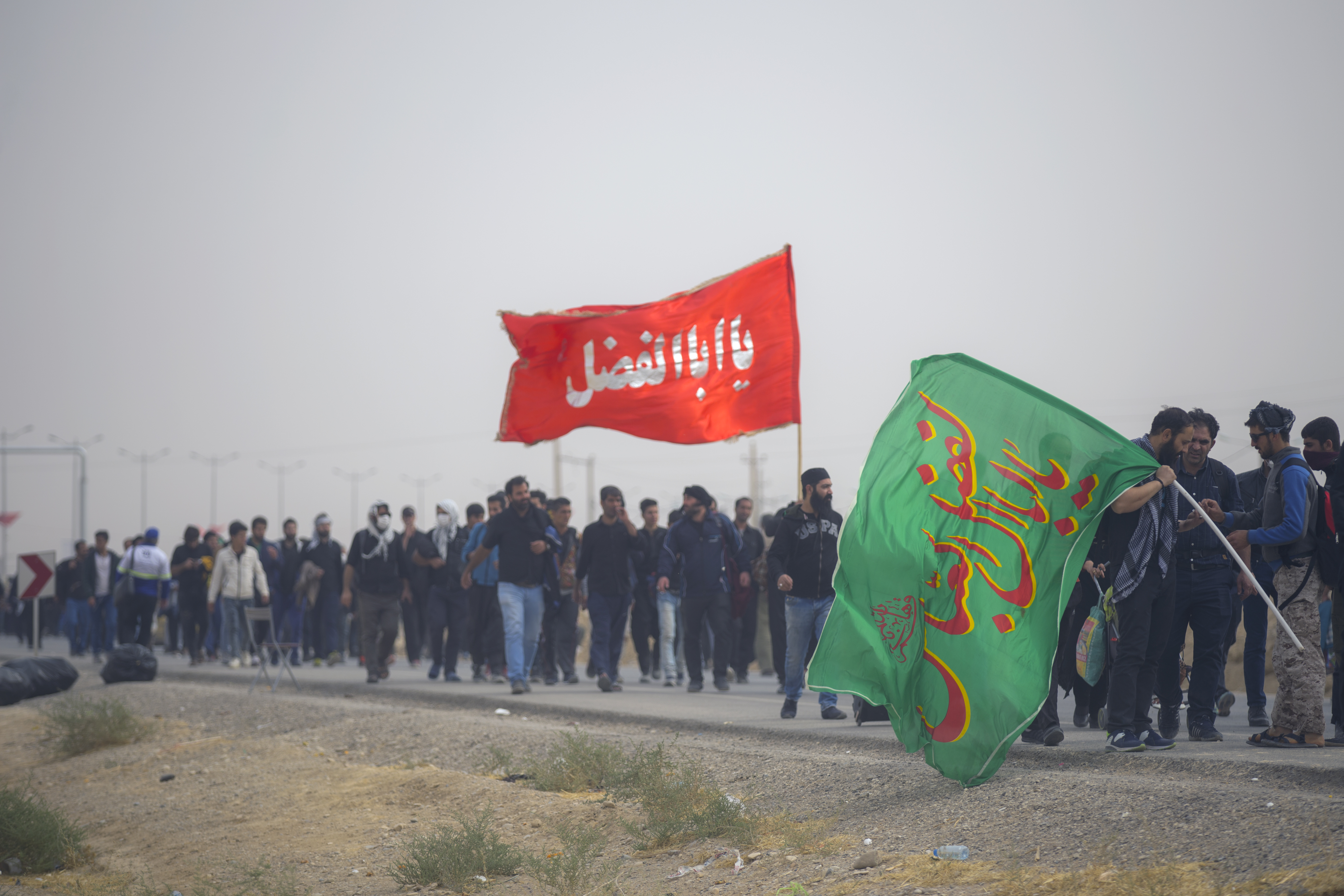
مسیرهای خروجی مرزی کاروان پیاده روی اربعین
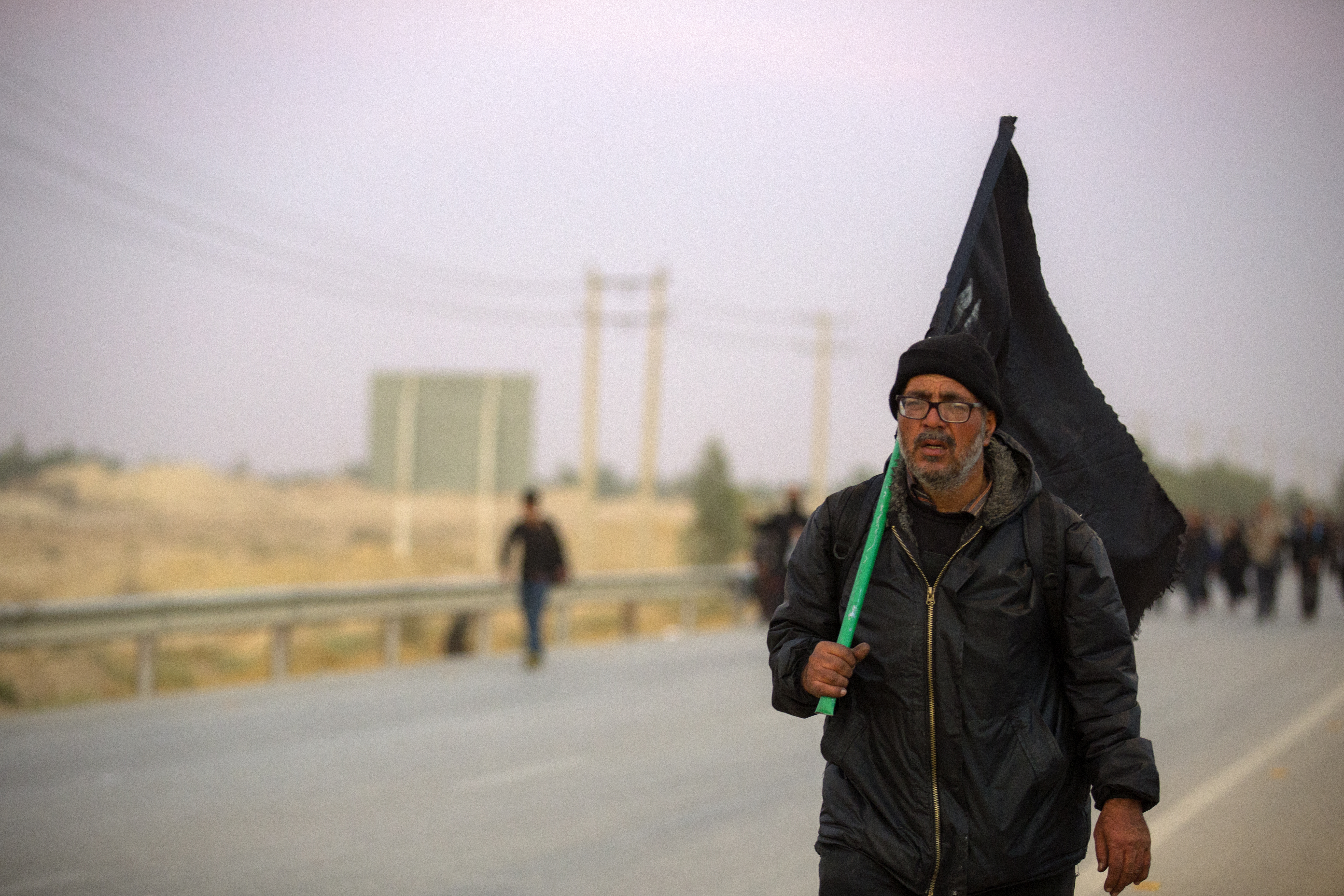
مردی با یک پرچم سیاه در دست در مسیر عبور از خاک ایران در اربعین
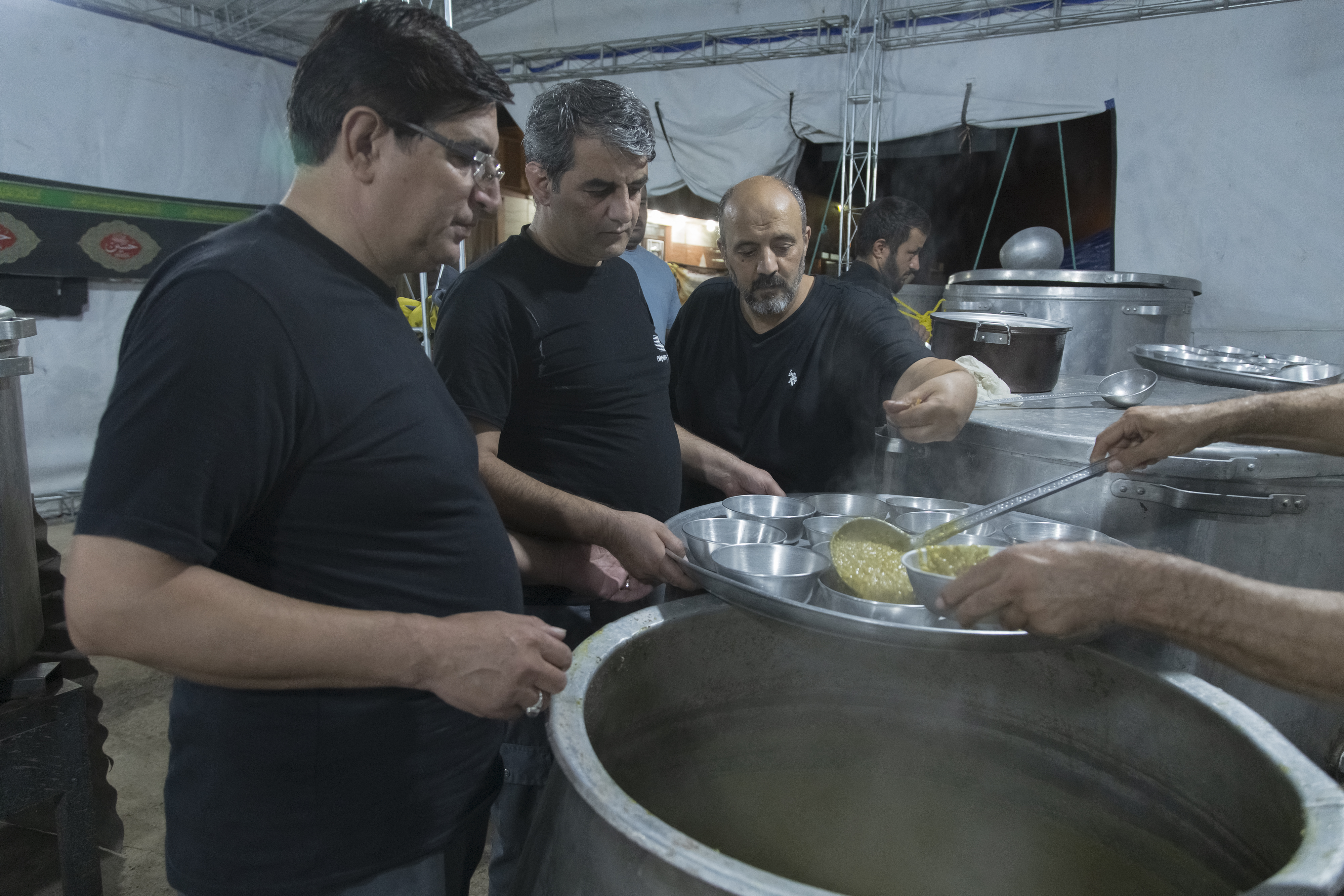
آشپزخانه‌های رایگان در مرز ایران برای تهیه غذای صلواتی برای کاروان اربعین
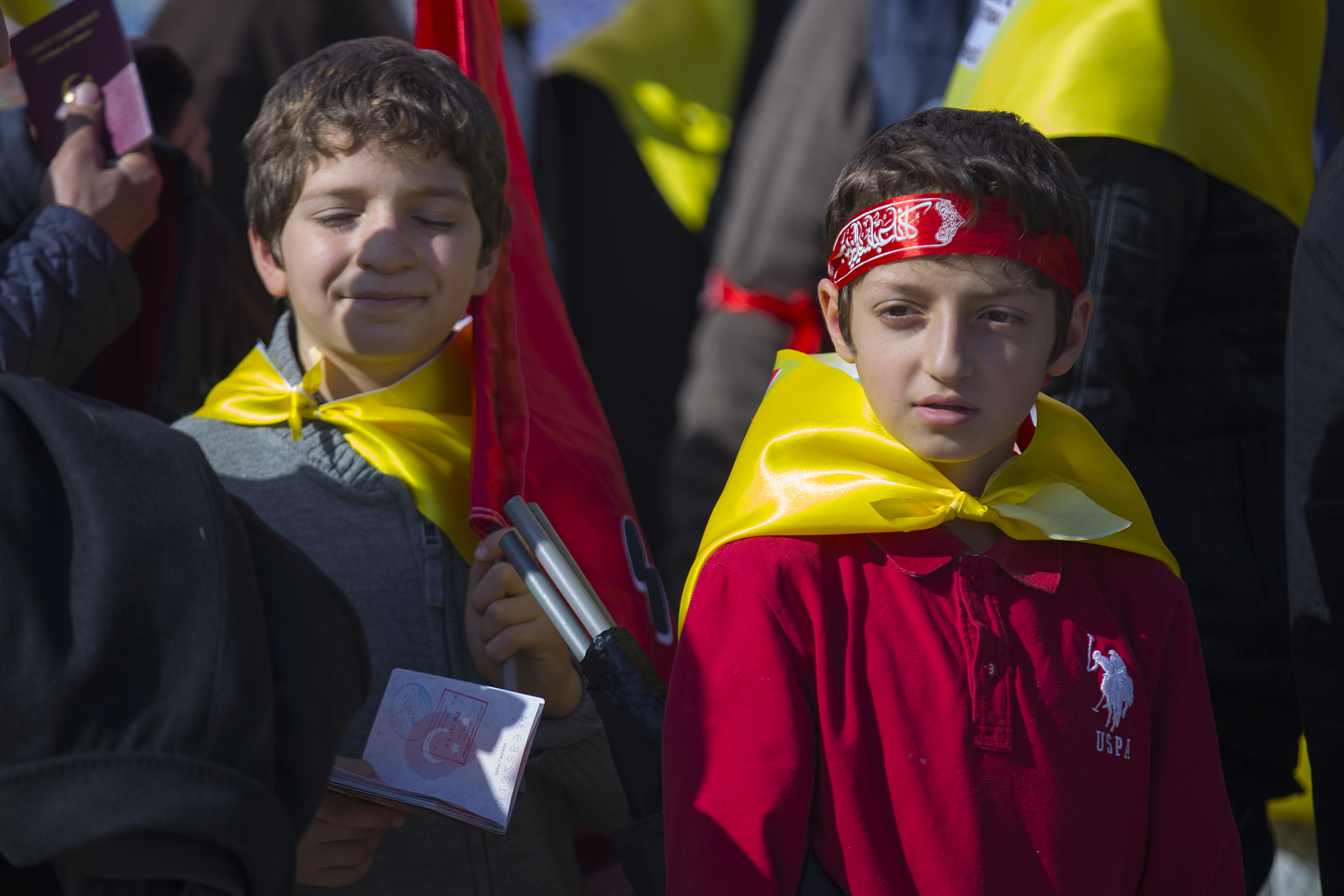
مسافران کشورهای دیگر کشورهای اسلامی که از طریق مرزهای ایران به عراق می‌روند
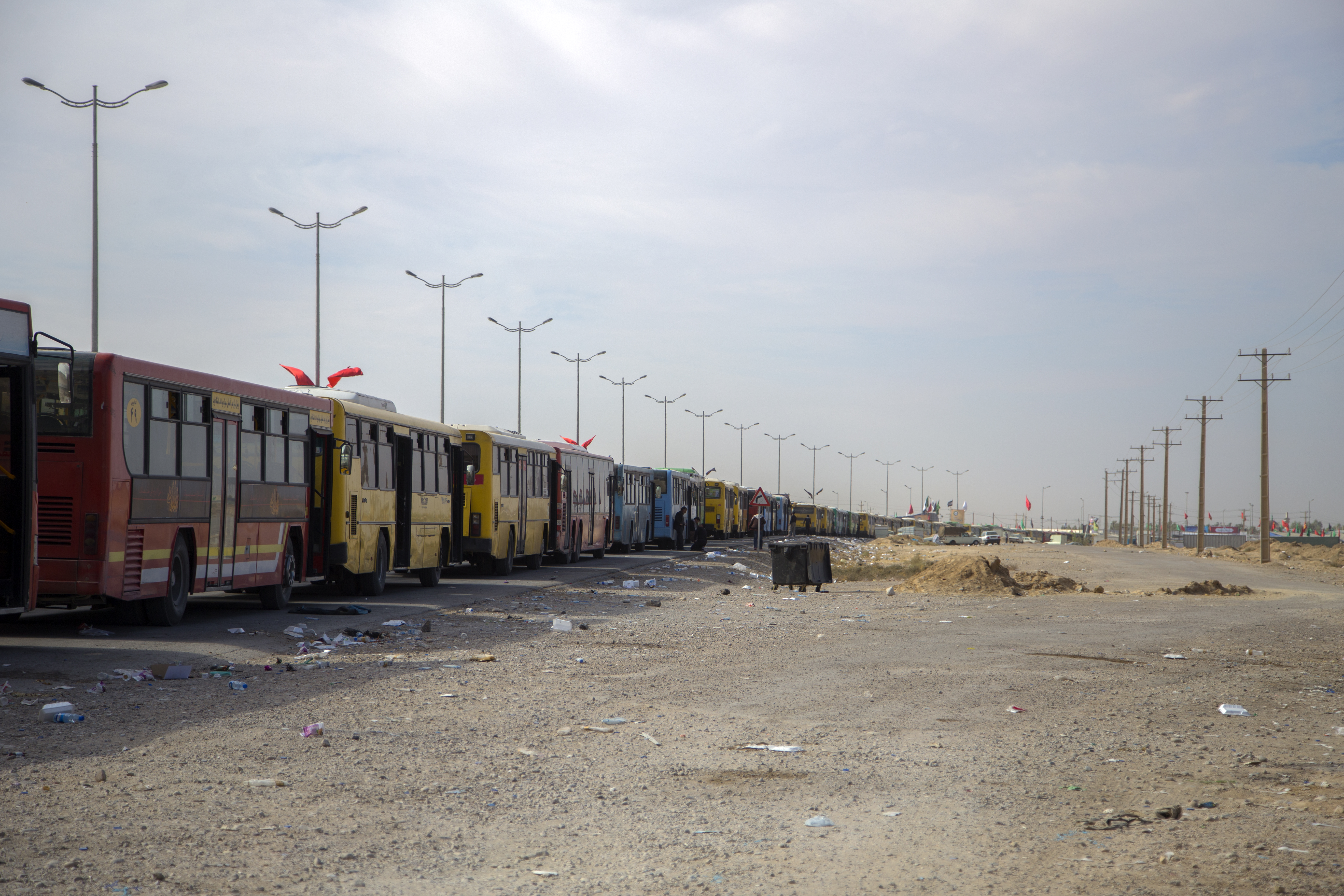
اتوبوس‌های رایگان برای جابه جایی مسافران در بین مسیر
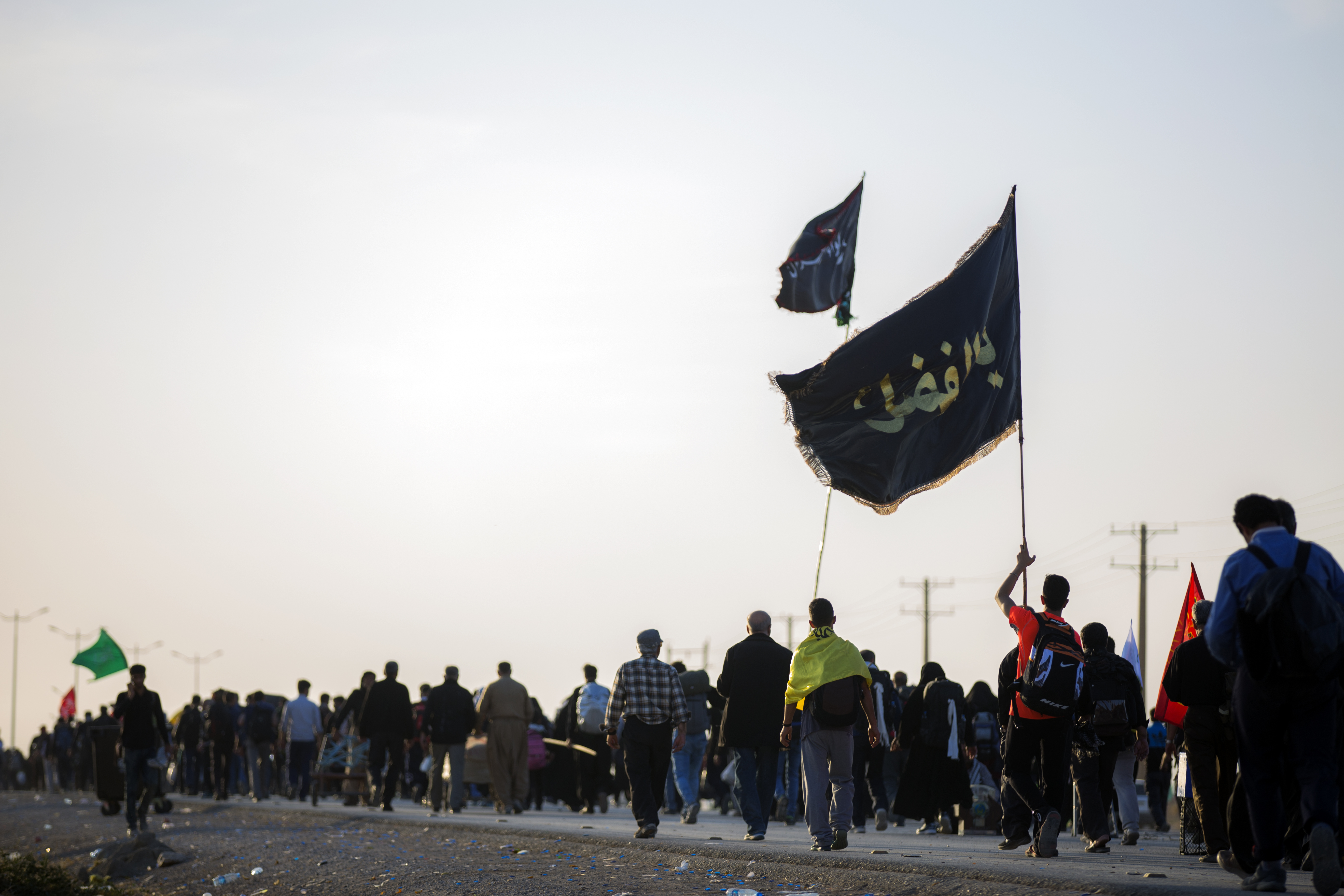
هزاران ایرانی در مسیرهای خروجی ایران برای ورود به خاک عراق در پیاده روی اربعین